# Tangelo Park
Tangelo Park ist  ein census-designated place (CDP) im Orange County im US-Bundesstaat Florida. Das U.S. Census Bureau hat bei der Volkszählung 2020 eine Einwohnerzahl von 2.459 ermittelt. 

## Geographie
Tangelo Park grenzt direkt an die Stadt Orlando. Der CDP wird von der Florida State Road 482 tangiert.

## Demographische Daten
Laut der Volkszählung 2010 verteilten sich die damaligen 2231 Einwohner auf 965 Haushalte. Die Bevölkerungsdichte lag bei 2478,9 Einw./km². 10,0 % der Bevölkerung bezeichneten sich als Weiße, 83,7 % als Afroamerikaner, 0,1 % als Indianer und 0,3 % als Asian Americans. 3,5 % gaben die Angehörigkeit zu einer anderen Ethnie und 2,3 % zu mehreren Ethnien an. 9,7 % der Bevölkerung bestand aus Hispanics oder Latinos.
Im Jahr 2010 lebten in 40,1 % aller Haushalte Kinder unter 18 Jahren sowie 31,0 % aller Haushalte Personen mit mindestens 65 Jahren. 76,1 % der Haushalte waren Familienhaushalte (bestehend aus verheirateten Paaren mit oder ohne Nachkommen bzw. einem Elternteil mit Nachkomme). Die durchschnittliche Größe eines Haushalts lag bei 3,12 Personen und die durchschnittliche Familiengröße bei 3,47 Personen.
31,4 % der Bevölkerung waren jünger als 20 Jahre, 23,7 % waren 20 bis 39 Jahre alt, 25,1 % waren 40 bis 59 Jahre alt und 19,8 % waren mindestens 60 Jahre alt. Das mittlere Alter betrug 36 Jahre. 47,2 % der Bevölkerung waren männlich und 52,8 % weiblich.
Das durchschnittliche Jahreseinkommen lag bei 37.965 $, dabei lebten 22,0 % der Bevölkerung unter der Armutsgrenze.
Im Jahr 2000 war Englisch die Muttersprache von 97,98 % der Bevölkerung und haitianisch sprachen 2,02 %.